# Luis Cacho Vicente
Luis Cacho Vicente (La Rioja; 17 de agosto de 1966) es un profesor y empresario español. Fue consejero de Educación del Gobierno de La Rioja entre 2019 y 2020, cargo del que dimitió.

## Biografía
Luis Ignacio Cacho Vicente nació en Logroño (La Rioja) en 1966. Licenciado en Musicología, ejerció como profesor de Conservatorio durante 13 años, pasando por los centros de Soria, Salamanca y Madrid. En 2003 creó la empresa de asesoramiento educativo Arsys, que encontró un importante nicho de mercado en internet. Casado y padre de una niña de diez años.
Desde 2006 preside la Fundación Promete, centrada en el diseño y realización de proyectos de innovación educativa y social. Junto a la Fundación Diario de Navarra promueve el Campus Navarra Promete.
Tras las elecciones autonómicas de 2019, ocupó el cargo de consejero de Educación del Gobierno de La Rioja entre junio de 2019 y el 3 de agosto de 2020.

### Dimisión
Tras salir a la luz pública la noticia del cambio de sede de una sicav de inversión, el 3 de agosto de 2020 fue cesado por la presidenta del Gobierno de la Rioja, Concha Andreu. En efecto, el 31 de julio de 2020 se hicieron públicas informaciones sobre el traslado a Luxemburgo de una de las sociedades de inversión sicav con las que Cacho gestiona su patrimonio, valorado en más de 38 millones de euros según su declaración de bienes. Fue sucedido como consejero de Educación por Pedro María Uruñuela.

## Cargos desempeñados
- Consejero de Educación del Gobierno de La Rioja (2019-2020)